# Marvin Heemeyer
Marvin John Heemeyer (né le 28 octobre 1951 à Castlewood, dans le Dakota du Sud et mort le 4 juin 2004 à Granby, dans le Colorado) était un soudeur et propriétaire d'un magasin de silencieux automobiles américain.
À la suite d'une impasse juridique avec ses voisins et les autorités locales de la ville de Granby, il se suicide après avoir détruit avec un bulldozer la ville et en particulier les propriétés des personnes lui ayant fait du tort.

## Biographie

### Débuts des problèmes juridiques
En 1992, Heemeyer achète aux enchères, pour 42 000 dollars, 8 000 m2 de terrain pour installer son entreprise de soudage à Granby. Ce terrain est enclavé et il doit passer sur la propriété de ses voisins pour atteindre la route.
En 2001, Cody Docheff, ayant un ancrage local important, obtient un permis de construire pour une usine de béton qui jouxtera le terrain de Heemeyer. Ce dernier perd donc son seul accès à la route, et ne peut plus atteindre sa propriété sans autorisation de Mountain Park — ce qui sera refusé —.
Bien que d'importantes sommes d'argent lui soit proposées pour le convaincre de céder sa place, Heemeyer, refuse à chaque fois.
Les autorités locales lui refusent la construction d'un accès, qu'il aurait créé lui-même grâce au bulldozer qu'il avait acheté pour l'occasion. Ils lui infligent même une amende pour ne pas avoir raccordé sa propriété au réseau d'égout. Il tente de répandre cette affaire dans les médias et ouvre une pétition mais sans succès. Sur le volet juridique, il perd tous ses procès.
En 2003, ayant épuisé tous ses recours, plutôt que de vendre et partir à 52 ans, il prend la décision de se venger,,.

### Préparation de son acte
Après avoir acheté un bulldozer Komatsu D335A pour construire la route le menant à son atelier, Heemeyer décide de le transformer et de le blinder. Il le recouvre d'un blindage composite fait d'une couche de béton placé entre deux plaques d'acier qu'il avait lui-même fabriquées. Ce blindage couvrait la cabine, le moteur et une partie des chenilles ; certaines sections du blindage étaient épaisses de presque 300 mm. Il pouvait résister aux armes à feu de petit calibre et aux explosifs.
La cabine étant entièrement recouverte de béton, Marvin équipe son bulldozer de trois caméras extérieures reliées à des écrans situés à l'intérieur du véhicule. Les caméras sont équipées de protections en plastique de 76 mm d'épaisseur et un système d'air comprimé pour évacuer la poussière des caméras. Dans la cabine, il perce trois fentes pour y installer un fusil à lunette de calibre 50, un fusil semi-automatique, et un .22 long-rifle – tous trois protégés par des plaques d'aciers de plusieurs centimètres.
Pour justifier son geste, il s'enregistre au moyen d'un dictaphone et laisse des notes.

### Acte
Le 4 juin 2004, Marvin Heemeyer se lance. Après avoir chargé le bulldozer de provisions, d'eau, d'un système de climatisation, et de tout le nécessaire pour survivre pendant des mois, il soude l'entrée de la cabine de l'intérieur.
Après avoir détruit son propre business, il s'attaque aux locaux de Mountain Park Concrete, une entreprise qu'il considère comme la première cause de ses malheurs. Malgré quelques dizaines de milliers de dollars de dégâts, il ne s'y attarde pas et fonce vers la mairie, où il écrase les véhicules municipaux avant de détruire complètement le bâtiment. La troisième cible est le siège du média local Sky Hi News, qui a mené une campagne contre lui. Il continue à détruire les bâtiments des institutions qui ont voulu faire de sa vie un enfer : la maison d'un juge, la banque, et tous les bâtiments administratifs de la ville.
Trois explosions externes et plus de deux cents balles ne lui firent aucun dégât. Des troupes de la Garde nationale des États-Unis furent mises en alerte par le gouverneur Bill Owens (l'ordre de déployer les troupes doit obligatoirement venir du gouverneur depuis le passage du Posse Comitatus Act).
Le Gouverneur du Colorado aurait considéré l'envoi d'un hélicoptère d'attaque AH-64 Apache pour arrêter le bulldozer au moyen d'un missile antichar, avant qu'Heemeyer ne s'immobilise définitivement. En effet, alors que l'engin connaissait des problèmes avec son radiateur endommagé qui fuyait, le sol de l'un des bâtiments céda pendant qu'il le détruisait, bloquant une des chenilles dans le vide.

### Mort
Heemeyer se suicide avec une arme de poing. Plus tard, son corps fut extrait du Killdozer avec une grue après environ 12 heures de travail pour découper le blindage.

## Conséquences
Malgré l'importance des dommages faits à la ville (treize édifices furent détruits), il n'y eut aucun blessé et aucun tué à part Heemeyer, sans doute parce que les autorités avaient utilisé le numéro 911 inversé pour informer la population. Les témoins disent qu'il avait l'air de faire des petits détours afin d'éviter les personnes. Le total des dommages s'élèvera à 10 millions de dollars.

### Sort du bulldozer
Le 19 avril 2005, il est annoncé[Par qui ?] que le Killdozer serait démonté et vendu comme ferraille. Les morceaux ainsi démontés seraient envoyés à beaucoup d'endroits pour éviter que les gens admirant Heemeyer ne prennent des « souvenirs ».

## Dans la culture populaire

### Killdozer
Le surnom "Killdozer" n'a pas été choisi par Heemeyer, mais vient d'une nouvelle de Theodore Sturgeon datant de 1944 qui sera plus tard adaptée au cinéma (Killdozer). 

### Cinéma
Les démêlés de Marvin Heemeyer avec les autorités inspirent au cinéaste russe Andreï Zviaguintsev le film Léviathan (2014). Le réalisateur transpose cette histoire de harcèlement en Russie. Le bulldozer figure dans la première version du scénario, avant d'être supprimé, car Zviaguintsev et son coscénariste Oleg Negin jugent « invraisemblable » une si spectaculaire révolte de la part d'un Russe.